# Omar Alberto Sánchez Cubillos
Omar Alberto Sánchez Cubillos O.P es un sacerdote dominico y arzobispo católico colombiano. 

## Biografía
Nació en Cogua, Cundinamarca, Diócesis de Zipaquirá, el 20 de septiembre de 1963. 
Ingresó en la Orden de Predicadores, para la Provincia de San Luis Beltrán en Colombia, el 7 de diciembre de 1982. Inició el noviciado el 1° de febrero de 1983.
Hizo su primera profesión religiosa el 2 de febrero de 1984 y la profesión solemne el 12 de febrero de 1989.
Adelantó su formación filosófica y teológica en el Studium Generale de la Orden en Colombia. Fue ordenado presbítero el 17 de febrero de 1990.
Prosiguió sus estudios en la Universidad Santo Tomás de Bogotá, donde obtuvo la licenciatura en filosofía y ciencias religiosas y posteriormente se especializó en teología dogmática en la Universidad Pontificia de Santo Tomás de Aquino y en Gerencia de Instituciones de Educación Superior en la Universidad Santo Tomás de Bogotá.
En sus 21 años de ministerio sacerdotal le han sido encomendadas las siguientes tareas y responsabilidades pastorales:
Profesor de humanidades en la Universidad Santo Tomás (1997-1998);
- Párroco de la Parroquia de San Luis Beltrán en Barranquilla (1999); Fundador de la casa dominicana de Villavicencio y director del Centro de Educación a Distancia en esa ciudad;
- Presidente de la junta directiva de la ONG "Corporación Dominicana opción vida, justicia y paz" y vocal de la misma;
- Consejero provincial (1994-1998);
- Prior del Convento de Nuestra Señora del Rosario de Chiquinquirá y Rector del Santuario Mariano Nacional (2003-2009);
- Superior del convento Santo Domingo, en Villavicencio (2010).
- Miembro del Consejo provincial;
- Prior del Convento Cristo Rey en la ciudad de Bucaramanga y colaborador en la Universidad santo Tomás de Aquino en la misma.

El papa Benedicto XVI, lo nombró como Obispo de Tibú el 7 de junio de 2011. Recibió su consagración episcopal el 8 de agosto de 2011 y tomó posesión canónica de la Diócesis de Tibú el 3 de septiembre del mismo año. 
El 12 de septiembre de 2020, el Papa Francisco lo nombró arzobispo de Popayán, tomando posesión el 12 de diciembre de 2020.
| Predecesor: Camilo Castrellón SDB | Obispo de Tibú 8 de junio de 2011 - 12 de septiembre de 2020 | Sucesor: Israel Bravo Cortes |
| Predecesor: Luis Rueda Aparicio   | Arzobispo de Popayán 12 de octubre de 2020 - presente        | Sucesor: en el cargo         |